# Ciriacus Dirkes
Ciriacus Dirkes (auch: Dirichs, Dyrichsen, Dirichsen – Vorname auch: Cyriakus, Ciriac, Syrachs; † 1605) war ein Bildschnitzer der Renaissance, der als Lehrer des älteren Gudewerdt und damit als Gründer der bis ins 18. Jahrhundert hinein tätigen Eckernförder Bildschnitzerschule angesehen wird.

## Leben
Über Dirkes’ Leben ist kaum etwas bekannt. Vermutlich ab den 1570er Jahren war er als Bildschnitzermeister in Schleswig-Holstein tätig. Er stammte aber wohl nicht aus Eckernförde, denn der Name seiner Familie erscheint nicht in den Registern von Stadt und Kirche, bevor Ciriacus Dirkes selbst erstmals 1586 als Meister und Bürger aufgeführt ist. Im selben Jahr nahm der später vor allem in Dänemark tätige, aus Eckernförde gebürtige Hans Dreyer (1572–1653) seine siebenjährige Ausbildung bei dem „kunstreichen Meister“ Dirkes auf. Wahrscheinlich war Dirkes auch der Lehrherr des ebenfalls aus Eckernförde stammenden, spätestens 1570 geborenen Hans Gudewerdts des Älteren; ein Lehrer-Schüler-Verhältnis zwischen Dirkes und Gudewerth ist jedoch nicht belegt. Im 1605 begonnenen ältesten erhaltenen Verzeichnis des Eckernförder Amts der „Sniddeker“, also der Tischler- und Bildschnitzerzunft, fehlt Ciriacus Dirkes, stattdessen ist sein Sohn unter den insgesamt acht Meistern aufgeführt. Da Ciriacus Dirkes zu Ostern 1605 laut dem Kirchenrechnungsbuch noch die jährliche Abgabe von anderthalb Schilling zahlte, ist er wohl im Laufe dieses Jahres verstorben.
Dirkes’ Ehefrau hieß Lene. Beider Namen befinden sich zusammen mit den Namen von Hans und Wibke Gudewerdt in einem nur noch fragmentarisch erhaltenen Kirchengestühl aus der Eckernförder Nikolaikirche. Sein Sohn Hans Dirkes(sen) führte nach dem Tod des Vaters dessen Werkstatt als Meister fort. Als Mitglied des Eckernförder Bildschnitzeramts ist er letztmalig 1622 aufgeführt. Der Roland am Pranger vor dem alten Rathaus in Eckernförde, sein einziges aus Schriftquellen bekanntes Werk, ist nicht erhalten.

## Werk
Dirkes hat seine Werke nicht signiert, weshalb keine eindeutigen Zuordnungen möglich sind. Es werden ihm mehrere Stücke in Schleswig-Holstein zugeschrieben, die stilistisch den Werken der späteren Gudewerdtschen Werkstatt ähneln, aber aufgrund der Datierung nicht von dem älteren Hans Gudewerdt selbst stammen können. Dazu gehören Auftragsarbeiten für das Ehepaar Paul († 1579) und Beate Rantzau (geborene Sehestedt; † 1589) von Kohøved und Bothkamp: Das um 1578 geschaffene Gestühl in der Nikolaikirche in Eckernförde und die sehr ähnlichen Patronatsgestühle in der Marienkirche in Waabs (1578/79) und in der Katharinenkirche in Kirchbarkau (1579/86). Auf allen drei Gestühlen sind Paul und Beate Rantzau mit ihren zahlreichen Kindern sowie die Wappen der Familie als Reliefs abgebildet. Die die zentralen Darstellungen umgebende Ornamentik mit Architekturelementen, Engelsköpfen, Hermenpilastern und Blattmasken zeigt Einflüsse niederländischer Renaissancemaler, besonders der Musterbücher von Hans Vredemann de Vries. Auch ein auf 1589 datiertes Epitaph für Claus Gude in der Rendsburger Marienkirche und eine Truhe im Landesmuseum für Kunst und Kulturgeschichte auf Schloss Gottorf werden als Werke von Dirkes angesehen.

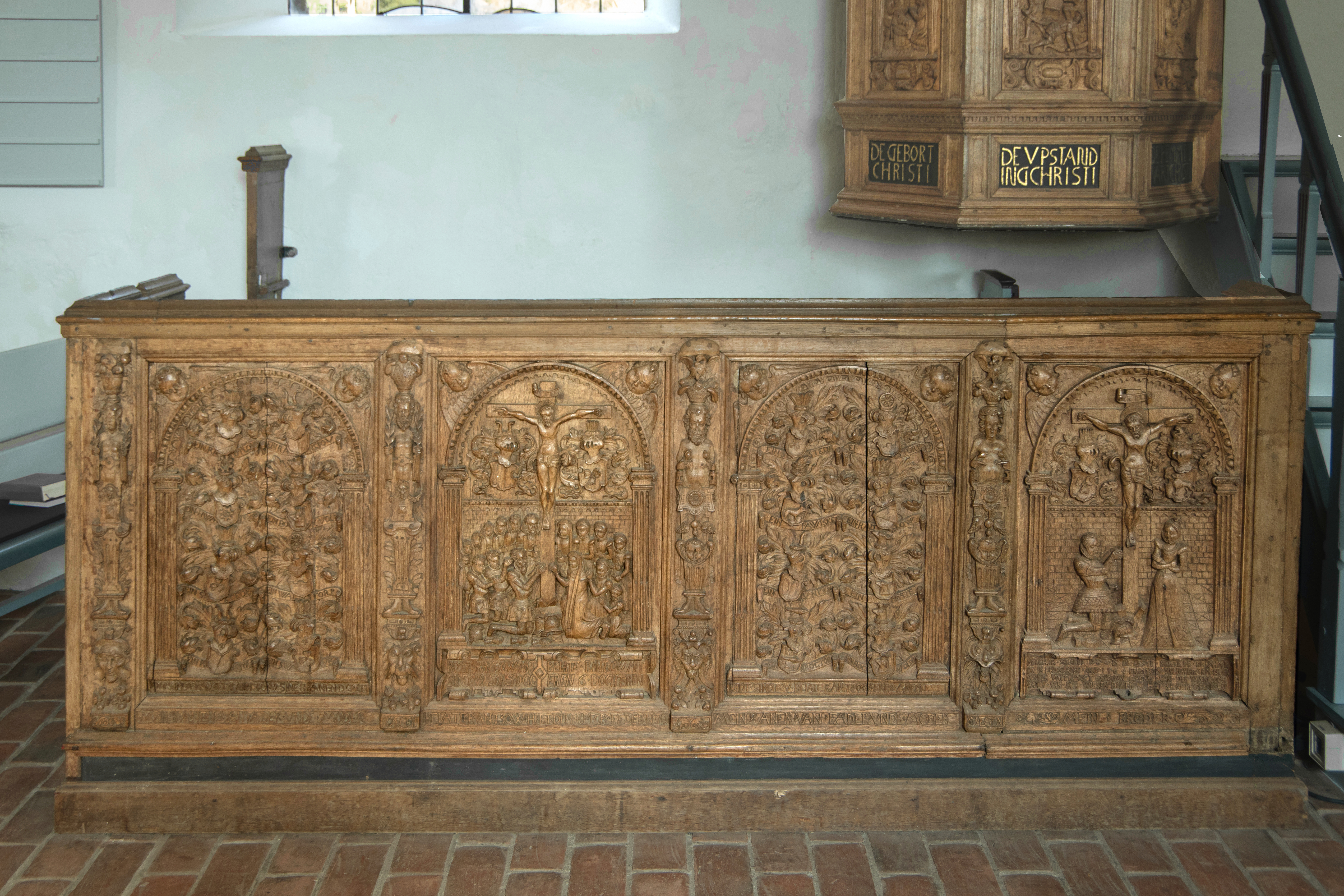
Rantzau-Gestühl in Waabs; das zweite Feld von links zeigt Paul und Beate Rantzau
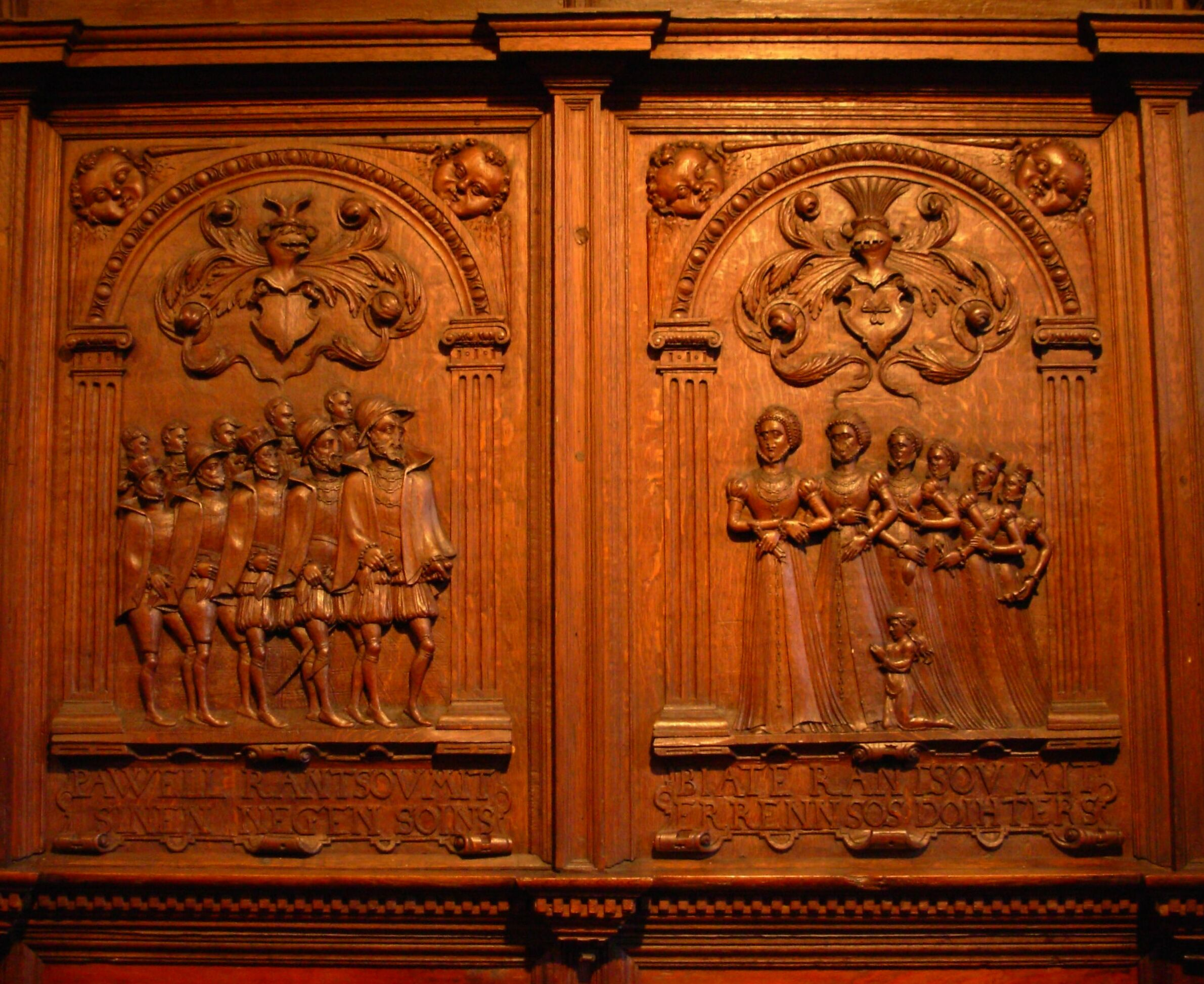
Rantzau-Gestühl in Eckernförde; links Paul Rantzau mit den Söhnen, rechts Beate mit den Töchtern
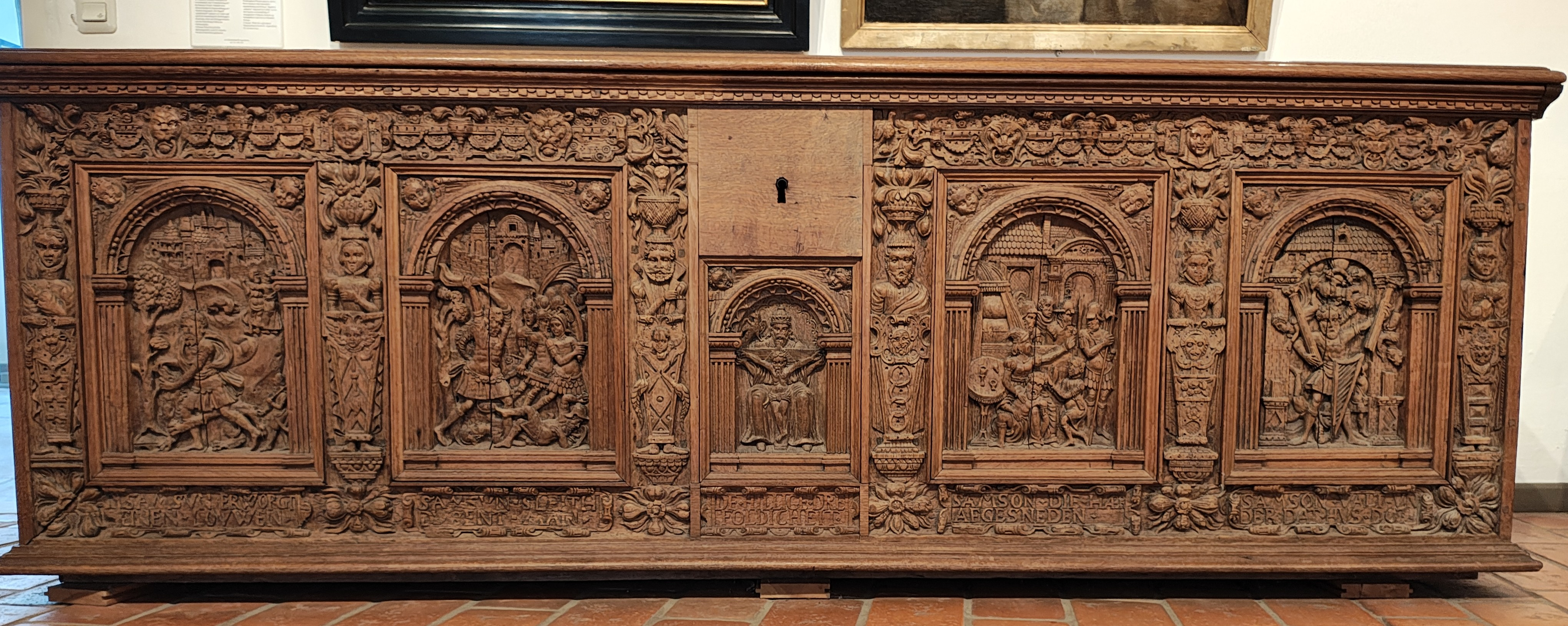
Truhe mit Darstellung der Samsongeschichte auf Schloss Gottorf